# Michael Gottlieb
Michael Bernard Gottlieb (12 de Abril de 1945 - 23 de Maio de 2014) foi um roteirista, diretor e cineasta estadunidense.

## Carreira
No início da carreira, ele também atuou como fotógrafo de moda e diretor de comerciais para marcas como Coca Cola e McDonald’s. Gottlieb dirigiu filmes de comédia entre os anos 80 e 90, mas seu grande sucesso veio em 1987, com o filme de comédia romântica, Mannequin, estrelado por Andrew McCarthy e Kim Cattrall. Dirigiu o filme Um Noivo por Acaso sob o pseudônimo de Alan Smithee. O último filme de Gottlieb foi a comédia Um Garoto na Corte do Rei Arthur (A Kid in King Arthur's Court) de 1995, estrelado por Thomas Ian Nicholas. 
Depois desse filmes, trabalhou como produtor de vídeo jogos e professor no Art Center College of Design em Pasadena, Califórnia, dando aulas de roteiro de filmes avançados: cenas e personagens; A arte de contar histórias; e a jornada: recurso de roteiros, no departamento de gaduação e pós-graduação em cinema. Gottlieb foi membro da Associação de Escritores da América (Writers Guild of America) e da Directors Guild of America.

## Vida Pessoal
Michael é irmão do escritor e ator Carl Gottlieb e teve três filhas, Sarah Gottlieb, Julia Gottlieb, e a atriz Grace Francisca Gottlieb.

## Filmografia

### Cinema
| Ano  | Título Original                             | Título no Brasil                 | Função             | Notas                            |
| ---- | ------------------------------------------- | -------------------------------- | ------------------ | -------------------------------- |
| 1978 | Mattel Hot Wheels                           |                                  | Diretor            | Curta-Metragem                   |
| 1980 | Sundown Sunscreen                           |                                  | Diretor            | Curta-Metragem                   |
| 1980 | Folger's Coffee                             |                                  | Diretor            | Curta-Metragem                   |
| 1985 | Playboy Mid Summer Night's Dream Party 1985 |                                  | Diretor/Roterista  |                                  |
| 1987 | Mannequin                                   | Manequim                         | Diretor            |                                  |
| 1990 | The Shrimp on the Barbie                    | Um Noivo por Acaso               | Diretor            | Sob o pseudônimo de Alan Smithee |
| 1991 | Mannequin Two: On the Move                  | Manequim II: A Magia do Amor     | Roteirista         |                                  |
| 1993 | Mr. Nanny)                                  | O Senhor Babá                    | Diretor/Roteirista |                                  |
| 1995 | A Kid in King Arthur's Court                | Um Garoto na Corte do Rei Arthur | Diretor            |                                  |

### Vídeo Games
| Ano  | Jogo                                | Função             | Notas  |
| ---- | ----------------------------------- | ------------------ | ------ |
| 1995 | Ultimate Mortal Kombat 3            | Produtor Associado |        |
| 1996 | NBA Hang Time                       | Produtor           |        |
| 1997 | Mortal Kombat Mythologies: Sub-Zero | Produtor Associado |        |
| 1997 | Mortal Kombat 4                     | Produtor           | Midway |
| 1999 | Mortal Kombat Gold                  | Produtor           |        |
| 1999 | Paperboy                            | Produtor           |        |
| 2000 | Muppet Monster Adventure            | Produtor Executivo | Midway |
| 2000 | Mortal Kombat: Special Forces       | Produtor           |        |
| 2002 | Fire Blade                          | Produtor           |        |
| 2004 | Shadow Hearts II                    | Produtor Executivo |        |
| 2005 | Midway Arcade Treasures 3           | Produtor Executivo |        |

## Prêmios e Indicações
| Ano  | Prêmio        | Categoria      | Filme            | Resultado | Notas                            |
| ---- | ------------- | -------------- | ---------------- | --------- | -------------------------------- |
| 1987 | Fantafestival | Melhor Filme   | Mannequin (1987) | Venceu    |                                  |
| 1987 | Fantafestival | Melhor Direção | Mannequin (1987) | Venceu    |                                  |
| 1988 | Fantasporto   | Melhor Roteiro | Mannequin (1987) | Venceu    | International Fantasy Film Award |
| 1988 | Fantasporto   | Melhor Filme   | Mannequin (1987) | Indicado  | International Fantasy Film Award |

## Morte
Michael Gottlieb morreu aos 69 anos em um acidente de moto no dia 23 de Maio de 2014, na Angeles Crest Highway em La Cañada Flintridge, California, EUA.